# Justine Waddell

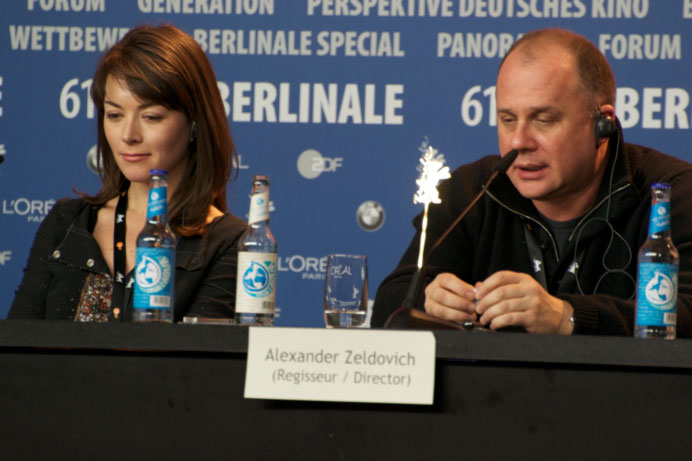
Justine Waddell bei der Berlinale, 2011

Justine Waddell (* 4. November 1976 in Johannesburg) ist eine südafrikanische Schauspielerin.

## Leben und Leistungen
Waddell, Tochter des erfolgreichen schottischen Rugby-Spielers Gordon H. Waddell und einer Südafrikanerin, lebte als Kind zeitweise in Schottland. Sie studierte am Emmanuel College der Universität Cambridge Soziologie und Politikwissenschaften. Im Film Anna Karenina (1997) spielte sie neben Sophie Marceau und Sean Bean, im Film Magic Maggie (1998) neben Brooke Shields, im Film Wes Craven präsentiert Dracula (2000) neben Jonny Lee Miller und Gerard Butler. Für den Fernsehfilm The Mystery of Natalie Wood (2004), in dem sie die Hauptrolle der Natalie Wood spielte, gewann sie den Prism Award. Sie war ebenfalls in der Mini-Fernsehserie Wives and Daughters (1999) zu sehen, für die sie den britischen Broadcasting Press Guild Award gewann.
Waddell lebt in London.

## Filmografie (Auswahl)
- 1997: The Woman in White
- 1997: Anna Karenina
- 1998: Magic Maggie (The Misadventures of Margaret)
- 1998: Tess of the D’Urbervilles
- 1999: Mansfield Park
- 1999: Wives and Daughters (Miniserie, 4 Episoden)
- 2000: Wes Craven präsentiert Dracula (Wes Craven Presents Dracula 2000)
- 2002: The One and Only
- 2004: The Mystery of Natalie Wood
- 2005: Chaos
- 2006: The Fall
- 2006: Thr3e
- 2011: Target – Die Zone ewiger Jugend (Мишень)